# Драмарда
Драмарда (Драмардах; англ. Drumardagh; ірл. Droim Ardagh) — село в Ірландії, знаходиться в графстві Донегол (провінція Ольстер).